# Hundezahnsalmler
Der Hundezahnsalmler (Hydrolycus armatus) ist der größte Vertreter der Wolfssalmler. Er lebt in Flüssen des tropischen Südamerikas.

## Namen
Hydrolycus armatus (engl. Dog Tooth Characin oder Water Wolf) wird in Brasilien Cachorra, Pirandirá oder Pirantera genannt, in spanischsprachigen Ländern Payara.

## Verbreitung
Der Hundezahnsalmler lebt im Einzugsgebiet der Flüsse Amazonas und Orinoco in Brasilien, Peru, Kolumbien, Guayana und Venezuela. Ein weiteres Verbreitungsgebiet sind die Flüsse Araguaia und Tocantins.

## Morphologie
Der Hundezahnsalmler hat einen langgestreckten Körper und einen verhältnismäßig kleinen Kopf. Er ist silbrig bis silbrig-bläulich gefärbt und weist eine weiße Bauchunterseite auf. Charakteristisch sind seine fangartigen Zähne.

## Lebensweise
Der Hundezahnsalmler wird durchschnittlich 66 cm lang, in Ausnahmefällen sogar bis 1,50 m und 20 Kilogramm schwer, und ernährt sich räuberisch von Fischen, meist andere Salmlerarten wie zum Beispiel Piranhas. Dabei kann der Payara auch Beutefische attackieren, die nur unwesentlich kleiner sind als er selbst. Sie bewohnen den gleichen Lebensraum wie der Pfauenaugen-Buntbarsch (Cichla ocellaris), mit denen sie um Nahrung konkurrieren.
Der Hundezahnsalmler bevorzugt schnellfließendes Wasser und hält sich bevorzugt in den tiefen Gumpen von Stromschnellen und Wasserfällen auf, wo er hinter Felsen oder sonstigen Hindernissen auf Beute lauert. Seine Hauptaktivität erstreckt sich auf die frühen Morgenstunden und die Abenddämmerung. 
Bei einer Länge von ca. 25 Zentimetern ist Hydrolycus armatus geschlechtsreif und laicht in der Zeit von November bis April ab.

## Nutzung
Als Speisefisch kommt der Art keine Bedeutung zu. Als Sportfisch wird er wegen seiner Größe und Kraft gern beangelt. Teilweise werden Hydrolycus-Arten auch als Zierfische in Aquarien gehalten.